# AD43C
AD34C est une série de locomotive diesel en service au sein des chemins de fer iraniens depuis 2000.

## Construction
Cette série a été construite par l'usine de Belfort d'Alstom pour les 20 premières, les 80 suivantes par Wagon Pars en Iran par transfert de technologie. Elle est motorisée par Ruston pour les 20 premières, les 80 suivantes par desa diesel en Iran par transfert de technologie. Ces moteurs diesel alimentent en électricité six moteurs.
Elle a été commandée à la fin des années 1990, pour assurer de lourds trains de fret ou des trains voyageurs. Certains engins sont donc limités à 110 km/h, d'autre à 160.